# 杰雷德卡普廖利
杰雷德卡普廖利（義大利語：Gerre de' Caprioli），是意大利克雷莫纳省的一个市镇。总面积8平方公里，人口1333人，人口密度166.6人/平方公里（2009年）。国家统计（ISTAT）代码为019048。